# Sergej Suslin
Sergej Pjotrovič Suslin (* 9. listopadu 1944 – 1989) byl sovětský zápasník–judista ruské národností.

## Sportovní kariéra
Začínal se sambem pod vedením Marka Giršova. Během základní vojenské služby v Leningradě se seznámil s novým olympijským sportem judem a od roku 1965 byl členem sovětské judistické reprezentace v pololehké váze do 63 kg. V roce 1972 startoval na olympijských hrách v Mnichově, kde překvapivě vypadl ve druhém kole s Maďarem Ferencem Szabó. Po skončení sportovní kariéry v polovině sedmdesátých let jeho život nabral odlišný směr.

### Výsledky
| Turnaj             | 1965           | 1966           | 1967           | 1968           | 1969           | 1970           | 1971           | 1972           |
| Turnaj             | 21             | 22             | 23             | 24             | 25             | 26             | 27             | 28             |
| Turnaj             | pololehká váha | pololehká váha | pololehká váha | pololehká váha | pololehká váha | pololehká váha | pololehká váha | pololehká váha |
| ------------------ | -------------- | -------------- | -------------- | -------------- | -------------- | -------------- | -------------- | -------------- |
| Olympijské hry     |                |                |                |                |                |                |                | úč.            |
| Mistrovství světa  | —              |                | 3.             |                | 3.             |                | 3.             |                |
| Mistrovství Evropy | 2.             | 1.             | 1.             | 2.             | ?              | 2.             | ?              | 2.             |

## Kriminální činnost a smrt
Po skončení sportovní kariéry se stal členem kaskadérské skupiny svého bývalého trenéra Alexandra Massarkého. Objevil se v několika filmech v drobných rolích. Massarský, který byl napojený na bosse Japončika (Vjačeslav Ivankov), ho dále začlenil do svého gangu, který se zabýval kriminální činností od vykrádaček bytů, loupeží po nájemné vraždy. Počátkem osmdesátých let byla na jeho dvorku nalezena zahrabaná mrtvola jeho ženy zabalená v kimonu a v jeho bytě kradené zboží. Za vraždu a kriminální činnost byl odsouzen do vězení, ze kterého byl v roce 1989 propuštěn. V témže roce zemřel podle dostupných informací na infarkt.